# دیتریش توراو
دیتریش توراو (آلمانی: Dietrich Thurau؛ زادهٔ ۹ نوامبر ۱۹۵۴) دوچرخه‌سوار سابق اهل آلمان است.
از باشگاه‌هایی که در آن رکاب زده‌است می‌توان به تی‌آی-رالی و تیم دوچرخه‌سواری پاناسونیک اشاره کرد.
وی در مسابقات کشوری و بین‌المللی در مجموع برندهٔ ۲ مدال نقره شده‌است.